# حسینیه مشیر
حسینیه مشیر مربوط به سدهٔ ۱۳ ه.ق است و در شیراز، خیابان قاآنی واقع شده و این اثر در تاریخ ۲۸ فروردین ۱۳۵۱ با شمارهٔ ثبت ۹۱۰ به‌عنوان یکی از آثار ملی ایران به ثبت رسیده است.